# Mirosław Justek
Mirosław Justek (23. september 1948 - 24. januar 1998) var en polsk fodboldspiller (forsvarer) fra Słupsk.
Justek spillede primært i hjemlandet hos Pogoń Szczecin og Lech Poznań. I slutningen af hans karriere begik han sig i belgisk fodbold, hos Antwerpen, Charleroi og Libramont. Han opnåede desuden tre kampe for det polske landshold. Han var med i landets trup til VM i 1978 i Argentina, men kom dog ikke på banen i turneringen, hvor polakkerne blev slået ud efter det andet gruppespil.